# Persone di nome Demetrio
| Questa pagina contiene informazioni ricavate automaticamente dalle voci biografiche con l'ausilio del template Bio e di un bot. L'aggiornamento è periodico e automatico e ricostruisce completamente la pagina. Se manca una persona in questa lista, sei pregato di non aggiungerla, ma accertati piuttosto che la sua voce biografica contenga il template Bio e che i dati anagrafici siano correttamente compilati. Se il template Bio manca, inseriscilo tu stesso o, in alternativa, metti l'avviso {{tmp\|Bio}} che ne segnala la mancanza. Se i dati riportati sono sbagliati, correggi direttamente la voce biografica; le modifiche saranno visibili in questa lista entro pochi giorni. Per chiarimenti vedi il progetto antroponimi. La lista contiene solo le 86 persone che sono citate nell'enciclopedia e per le quali è stato implementato correttamente il template Bio. Pagina aggiornata al 6 ago 2025. |

Questa è una lista di persone presenti nell'enciclopedia che hanno il nome Demetrio, suddivise per attività principale.

## Allenatori di calcio(1)
- Demetrio Greco, allenatore di calcio e ex calciatore italiano (Cosenza, n. 1979)

## Ammiragli(1)
- Demetrio Rando, ammiraglio italiano (Messina, n. 1911 - Messina, † 1997)

## Arcivescovi cattolici(1)
- Demetrio Moscato, arcivescovo cattolico italiano (Gallina, n. 1888 - Salerno, † 1968)

## Arcivescovi ortodossi(1)
- Demetrio di Costantinopoli, arcivescovo ortodosso greco (Istanbul, n. 1914 - Istanbul, † 1991)

## Attivisti(1)
- Demetrio Vallejo, attivista e politico messicano (Oaxaca, n. 1906 - Città del Messico, † 1985)

## Calciatori(2)
- Demetrio Angola, ex calciatore boliviano (La Paz, n. 1965)
- Demetrio Neyra, calciatore peruviano (n. 1908 - † 1957)

## Cestisti(1)
- Demetrio Vernaza, ex cestista ecuadoriano (n. 1963)

## Critici cinematografici(1)
- Demetrio Salvi, critico cinematografico italiano (Napoli, n. 1961)

## Critici d'arte(1)
- Demetrio Paparoni, critico d'arte e editore italiano (Siracusa, n. 1954)

## Dirigenti sportivi(1)
- Demetrio Albertini, dirigente sportivo e ex calciatore italiano (Besana in Brianza, n. 1971)

## Farmacisti(1)
- Demetrio Leonardi, farmacista, chimico e geologo italiano (Rovereto, n. 1796 - Cavalese, † 1881)

## Filologi(1)
- Demetrio Triclinio, filologo bizantino (Tessalonica)

## Filosofi(2)
- Demetrio di Laconia, filosofo greco antico (Laconia)
- Demetrio il Cinico, filosofo greco antico (Corinto - Grecia)

## Funzionari(2)
- Demetrio I Cantacuzeno, funzionario bizantino († 1384)
- Demetrio Paleologo Cantacuzeno, funzionario bizantino

## Generali(1)
- Demetrio Carbone, generale italiano (Reggio Calabria, n. 1860 - Reggio Calabria)

## Giornalisti(1)
- Demetrio Volcic, giornalista e politico italiano (Lubiana, n. 1931 - Gorizia, † 2021)

## Grammatici(2)
- Demetrio di Scepsi, grammatico greco antico (Scepsi)
- Demetrio di Magnesia, grammatico e filologo greco antico (Magnesia)

## Imprenditori(2)
- Demetrio Mauro, imprenditore italiano (Reggio Calabria, n. 1905 - Reggio Calabria, † 1996)
- Demetrio Zaccaria, imprenditore italiano (Vicenza, n. 1912 - Vicenza, † 1993)

## Letterati(1)
- Demetrio Cidone, letterato, teologo e traduttore bizantino (Tessalonica, n. 1320 - Creta, † 1398)

## Medici(2)
- Demetrio Cloro, medico, astrologo e religioso bizantino
- Demetrio Pepagomeno, medico bizantino

## Militari(6)
- Demetrio Asinari di Bernezzo, militare, imprenditore e politico italiano (Torino, n. 1878 - Berna, † 1939)
- Demetrio Antonio Chianesi, militare italiano (Melito di Porto Salvo, n. 1914 - Catanzaro, † 2006)
- Demetrio, militare macedone antico (Farah, † 330 a.C.)
- Demetrio Ducas Comneno Cutroule, militare bizantino
- Demetrio Iatropulo, militare e diplomatico bizantino
- Demetrio Paleologo Metochite, militare e funzionario bizantino (Costantinopoli, † 1453)

## Nobili(3)
- Demetrio il Gracile, nobile macedone antico
- Demetrio I Staršij, nobile lituano (Vorskla, † 1399)
- Demetrio I Csák, nobile ungherese

## Numismatici(1)
- Demetrio Diamilla, numismatico, agente segreto e astronomo italiano (Roma, n. 1826 - Roma, † 1908)

## Pallamanisti(1)
- Demetrio Lozano, ex pallamanista e allenatore di pallamano spagnolo (Alcalá de Henares, n. 1975)

## Patrioti(4)
- Demetrio Baffa, patriota italiano (Santa Sofia d'Epiro, n. 1834 - Santa Sofia d'Epiro, † 1911)
- Demetrio Conti, patriota italiano (Loreto, n. 1837 - Ancona, † 1916)
- Demetrio Salazar, patriota e pittore italiano (Reggio Calabria, n. 1822 - Pozzuoli, † 1882)
- Demetrio Ypsilanti, patriota e generale greco (Costantinopoli, n. 1793 - Nauplia, † 1832)

## Pittori(1)
- Demetrio Cosola, pittore italiano (San Sebastiano da Po, n. 1851 - Chivasso, † 1895)

## Politici(5)
- Demetrio Arena, politico italiano (Reggio Calabria, n. 1956)
- Demetrio Battaglia, politico italiano (Motta San Giovanni, n. 1959)
- Demetrio Del Prete, politico italiano (Lucca, n. 1826 - Lucca, † 1908)
- Demetrio Tripepi, politico italiano (Reggio Calabria, n. 1859 - Reggio Calabria, † 1908)
- Demetrio di Faro, politico illiro (Lesina - Messene, † 214 a.C.)

## Presbiteri(3)
- Demetrio Camarda, presbitero italiano (Piana degli Albanesi, n. 1821 - Livorno, † 1882)
- Annibale Carletti, presbitero e militare italiano (Motta Baluffi, n. 1888 - Firenze, † 1972)
- Demetrio Franco, presbitero e storico albanese (Drivasto, n. 1443 - † 1525)

## Principi(3)
- Demetrio di Tver', principe (Tver', n. 1299 - Saraj, † 1326)
- Demetrio, principe macedone antico
- Demetrio Progoni, principe albanese

## Produttori discografici(1)
- Demetrio Sartorio, produttore discografico italiano (Milano, n. 1967)

## Retori(1)
- Demetrio Falereo, oratore, politico e filosofo greco antico (Falero, n. 345 a.C.)

## Santi(1)
- Demetrio di Tessalonica, santo greco antico († 306)

## Scrittori(3)
- Demetrio il cronografo, scrittore e storico egizio (Alessandria d'Egitto)
- Demetrio Livaditi, scrittore, giornalista e patriota italiano (Trieste, n. 1833 - Bologna, † 1897)
- Demetrio Paolin, scrittore italiano (Canelli, n. 1974)

## Scultori(2)
- Demetrio, scultore greco antico (Atene, n. 425 a.C. - Atene, † 355 a.C.)
- Demetrio Paernio, scultore italiano (Genova, n. 1851 - † 1914)

## Sovrani(13)
- Demetrio Angelo Ducas, sovrano bizantino
- Demetrio I di Georgia, re (n. 1093 - † 1156)
- Demetrio II di Georgia, re (n. 1259 - † 1289)
- Demetrio I Poliorcete, sovrano macedone antico (n. 337 a.C. - † 283 a.C.)
- Demetrio II Etolico, re macedone antico (n. 275 a.C. - † 229 a.C.)
- Demetrio I Sotere, sovrano (Antiochia, † 150 a.C.)
- Demetrio II Nicatore, sovrano persiano (Tiro, † 125 a.C.)
- Demetrio III, sovrano († 88 a.C.)
- Demetrio I di Battria, sovrano
- Demetrio II d'India, sovrano
- Demetrio il Bello, sovrano macedone antico (Cirene, † 249 a.C.)
- Demetrio di Guria, re (Ozurgeti - Kutaisi, † 1668)
- Demetrio del Monferrato, re (Tessalonica, n. 1205 - Amalfi, † 1230)

## Storici(1)
- Demetrio di Callati, storico greco antico (Mangalia)

## Tipografi(2)
- Demetrio Damilas, tipografo greco (Creta)
- Demetrio Degni, tipografo e incisore italiano (Barletta, n. 1648 - Pesaro, † 1740)

## Umanisti(1)
- Demetrio Calcondila, umanista greco (Atene, n. 1423 - Milano, † 1511)

## Vescovi(2)
- Demetrio di Alessandria, vescovo e santo greco antico (Alessandria d'Egitto - Alessandria d'Egitto, † 231)
- Demetrio di Napoli, vescovo italiano (Napoli)

## Vescovi cattolici(2)
- Demetrio I Cadi, vescovo cattolico e patriarca cattolico siriano (Damasco, n. 1861 - Damasco, † 1925)
- Demetrio Fernández González, vescovo cattolico spagnolo (El Puente del Arzobispo, n. 1950)

## Vescovi cristiani orientali(1)
- Demetrio II di Alessandria, vescovo cristiano orientale egiziano (Governatorato di Minya - Chedivato d'Egitto, † 1870)

## Senza attività specificata(3)
- Demetrio Errigo, ex politico italiano (Rovigo, n. 1943)
- Demetrio I Mocenigo del Zante, italiano (Venezia, n. 1723 - Venezia, † 1793)
- Demetrio Paleologo, bizantino (Costantinopoli, n. 1407 - Adrianopoli, † 1470)